# Clearlake Riviera
Clearlake Riviera (anteriorment Clear Lake Riviera) és una concentració de població designada pel cens (CDP) al Comtat de Lake, al nord-oest de l'estat estatunidenc de Califòrnia. Es troba a 535 metres d'altitud, té una àrea de 13,533 quilòmetres quadrats i segons el cens del 2010 tenia 3.090 habitants. Es localitza a 6,92 quilòmetres de Glenview, a 7,89 quilòmetres de Soda Bay, a 8,21 quilòmetres de Clearlake i a menys d'un quilòmetre del Llac Clear.

## Geografia
Clearlake Riviera es troba en les coordenades 38° 57′ 15″ N, 122° 43′ 15″ O / 38.95417°N,122.72083°O. Segons l'Oficina del Cens dels Estats Units, el CDP té una àrea de 13,5 quilòmetres, dels quals més del 99% són terra.

## Demografia
El cens del 2010 va informar que Clearlake Riviera tenia 3.090 habitants. La densitat de població era de 228,3 persones per quilòmetre quadrat. La composició racial de Clearlake Riviera era de 2.641 (85,5%) blancs, 36 (1,2%) afroamericans, 75 (2,4%) natius americans, 40 (1,3%) asiàtics, 5 (0,2%) illenc pacífics, 167 (5,4%) d'altres races i 126 (4,1%) de dos o més races. Hispànics o llatinoamericans de qualsevol raça eren 424 persones (13,7%).
El cens va informar que 3.090 persones (el 100%) de la població) vivien en llars, 0 (0%) en grups no institucionalitzats i 0 (0%) estaven institucionalitzats.
Hi havia 1.224 llars, de les quals 398 (32,5%) tenien menors d'edat vivint-hi, 618 (50,5%) eren parelles heterosexuals casades vivint juntes, 145 (11,8%) tenien una dona com a cap de la llar sense cap marit present, 56 (4,6%) tenien un home com a cap de la llar sense cap dona present. Hi havia 132 (10,8%) parelles heterosexuals no casades i 7 (0,6%) parelles homosexuals casades o en una relació. En 287 llars (23,4%) només hi vivia una persona i en 93 (7,6%) només hi vivia una persona major de 64 anys. La mida mitjana de llar era de 2,52 persones. Hi havia 819 famílies (66,9%) de totes les llars); la mida mitjana de família era de 2,98 persones.
La població era de 749 persones (24,2%) menors de 18 anys, 201 persones (6,5%) de 18 a 24 anys, 777 persones (25,1%) de 25 a 44 anys, 955 persones (30,9%) de 45 a 64 anys i 408 persones (13,2%) majors de 64 anys. L'edat mediana era de 40,3 anys. Per cada 100 dones hi havia 96,2 homes. Per cada 100 dones majors de 17 anys hi havia 95,1 homes.
Hi havia 1.557 cases en una densitat de 115,0 per quilòmetre quadrat, de les quals 878 (71,7%) eren ocupades per propietaris i 346 (28,3%) eren ocupades per inquilins. Un 5,3% de les cases en venda estaven buides; un 9,4% de les cases de lloguer estaven buides. 2.116 persones (68,5% de la població) vivien en cases pròpies i 974 persones (31,5%) vivien en cases de lloguer no pròpies.

## Política
En la legislatura estatal Clearlake Riviera estava en el 2n Districte del Senat, representats per la Demòcrata Noreen Evans, i en el 1r Districte d'Assemblea, representats pel Demòcrata Wesley Chesbro. Federalment, Clearlake Riviera està localitzada en el 1r districte congressual de Califòrnia, representats pel Demòcrata Mike Thompson.